# Страхование космических рисков
Страхование космических рисков — комплекс видов страхования, предназначенных для обеспечения страховой защитой от рисков, связанных с космической деятельностью.
Объектом страхования являются следующие виды космической техники:
- спутники
- ракеты-носители;
- пилотируемые космические корабли;
- орбитальные станции;
- наземные инженерные сооружения: стартовые комплексы, средства доставки, центры управления и другие.

Страховая защита распространяется также на жизнь и здоровье космонавтов и персонал, обслуживающий космические комплексы.
Страховой защите подлежит также гражданская ответственность за ущерб, который может быть нанесён третьим лицам и окружающей среде.
В комплекс страхования космических рисков могут быть включены также финансовые риски (косвенный финансовый ущерб), возникающий вследствие технических неисправностей и политические риски, способные задержать или отменить реализацию космической программы.
Таким образом в страховании космических рисков объединяются различные отрасли страхования: личное, имущественное и ответственности.
Накопленный с 1965 года опыт страхования космических рисков говорит о том, что это один из самых сложных видов страхования, поскольку космическая техника сложна сама по себе, а объекты страхования имеют очень высокую стоимость. Поэтому в страховании космических рисков часто используется сострахование в виде страховых пулов, а также перестрахование.
В 2014 году запланировано ввести обязательное страхование космических рисков в РФ, хотя многие специалисты высказывают своё сомнение в его целесообразности и эффективности.

## Крупные страховые случаи в России
- Спутник «Интелсат-27»
- Спутник «Купон»
- Спутник «Экспресс АМ4»
- Спутник «Экспресс АМ4Р»
- Спутник «Ямал-100»
- Спутник «Ямал-402»
- Спутник «KazSat-1»
- Спутник «БелКА»
- Автоматическая межпланетная станция «Фобос-Грунт»